# Philipp Lindner
Philipp Lindner (* 13. Juli 1995 in Innsbruck) ist ein österreichischer Eishockeyspieler, der seit Mai 2021 beim EC VSV in der Österreichischen Eishockey-Liga unter Vertrag steht.

## Karriere
Lindner startete seine Eishockey-Karriere bei seinem Heimatverein, dem HC Innsbruck. Im Alter von 15 Jahren wechselte er in die Akademie des EC Red Bull Salzburg. Dort durchlief er die verschiedensten Jugendmannschaften und kam parallel auf insgesamt zehn Einsätze in der Erste Bank Eishockey Liga. Zudem wurde für 28 Spiele in die INL an den EK Zell am See ausgeliehen und erzielte dort 6 Tore und 7 Assists. Im Sommer 2016 wechselte Lindner zurück zum HC Innsbruck.
Ab April 2019 spielte er bei den Graz 99ers.
Im Mai 2021 wurde Lindner zusammen mit Kevin Moderer vom EC VSV verpflichtet.

### International
Lindner vertrat Österreich im Juniorenbereich bei den U18-Weltmeisterschaften der Division IB 2012 und 2013 sowie bei den U20-Weltmeisterschaften der Division IA 2014, 2015 und 2017.

## Erfolge und Auszeichnungen
- 2015 Österreichischer Meister mit dem EC Red Bull Salzburg
- 2016 Österreichischer U20-Meister mit den Red Bull Juniors U20
- 2016 Österreichischer Meister mit dem EC Red Bull Salzburg
- 2022/23 Wahl zum Kärntner Eishockey Superstar des Jahres

## Karrierestatistik
(Legende zur Spielerstatistik: Sp oder GP = absolvierte Spiele; T oder G = erzielte Tore; V oder A = erzielte Assists; Pkt oder Pts = erzielte Scorerpunkte; SM oder PIM = erhaltene Strafminuten; +/− = Plus/Minus-Bilanz; PP = erzielte Überzahltore; SH = erzielte Unterzahltore; GW = erzielte Siegtore; 1 Play-downs/Relegation; Kursiv: Statistik nicht vollständig)